# 根古屋神社の大ケヤキ

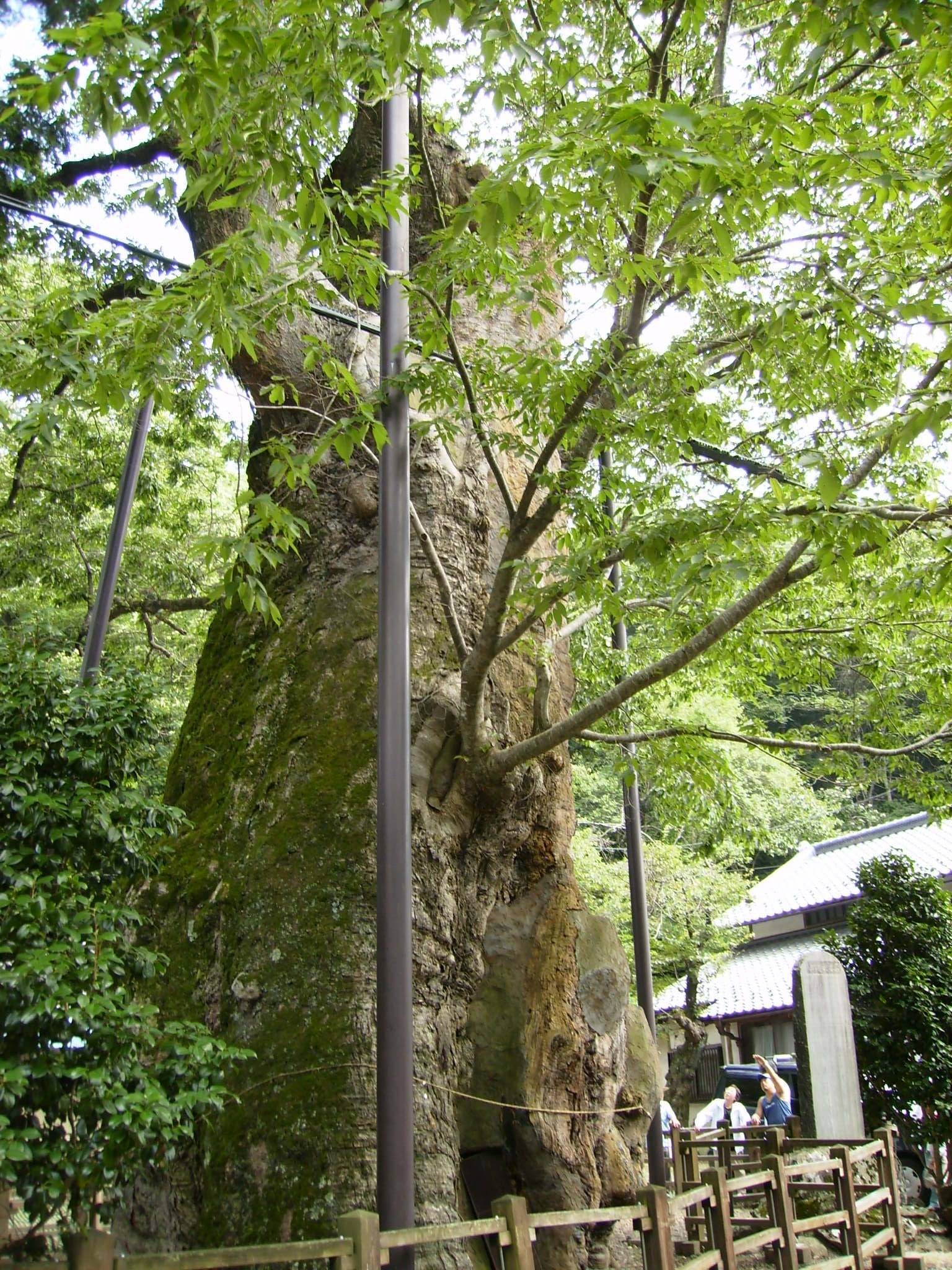
畑木。人間と比較すると、巨木ぶりがわかる

根古屋神社の大ケヤキ（ねごやじんじゃのおおケヤキ）は、山梨県北杜市須玉町江草（えぐさ）の根古屋神社（ねごやじんじゃ）境内にある一対の日本有数の大ケヤキである。

## 概要
神社の境内に、本殿と舞台を挟む形で両脇に大きなケヤキがある。向かって右手が「畑木」、左手が「田木」と呼ばれ、いずれも樹高 20 m、目通り幹囲 10 mを超える巨木である。芽吹きの早さによって、その年の作柄を占う習わしがあった（畑木が早いと畑作が、田木が早いと田が豊作となる）。
この二本はセットで国の天然記念物に指定されている。枯死を防ぐため多数の補修を受けているが、今もなお青葉を繁らせている。
同神社は根古屋集落にある。同集落は塩川（釜無川の支流で、八ヶ岳と茅ヶ岳の間を北から南に流れる）沿いを溯行する小尾街道（穂坂路）に沿っており、信州峠を越えて信濃国へ至る。甲州と信州とを結ぶ街道のひとつであった。
現在では県道が塩川西岸に移ったが、以前はこの路が増富温泉や信州峠へのルートとなっていた。

## 獅子吼城
「根古屋」「根小屋」は山城の麓の集落によく付けられる名前だが、この集落の場合も戦国時代の山城である獅子吼城（ししこじょう、江草小屋）がすぐ東の山上に存在する。天正10年（1582年）3月に武田家が滅亡し、同年6月には甲斐・信濃を巡る「天正壬午の乱」が発生する。天正壬午の乱において、徳川氏・後北条氏は韮崎市の七里岩周辺の城砦に布陣して対峙し、穂坂路沿いの獅子吼城後には北条方が布陣した。同年6月の合戦で徳川・旧武田家臣団連合軍の夜襲により落城した。
一対のケヤキは樹齢1000年と推定されており、戦国の栄枯を見下ろしてきたことになる。

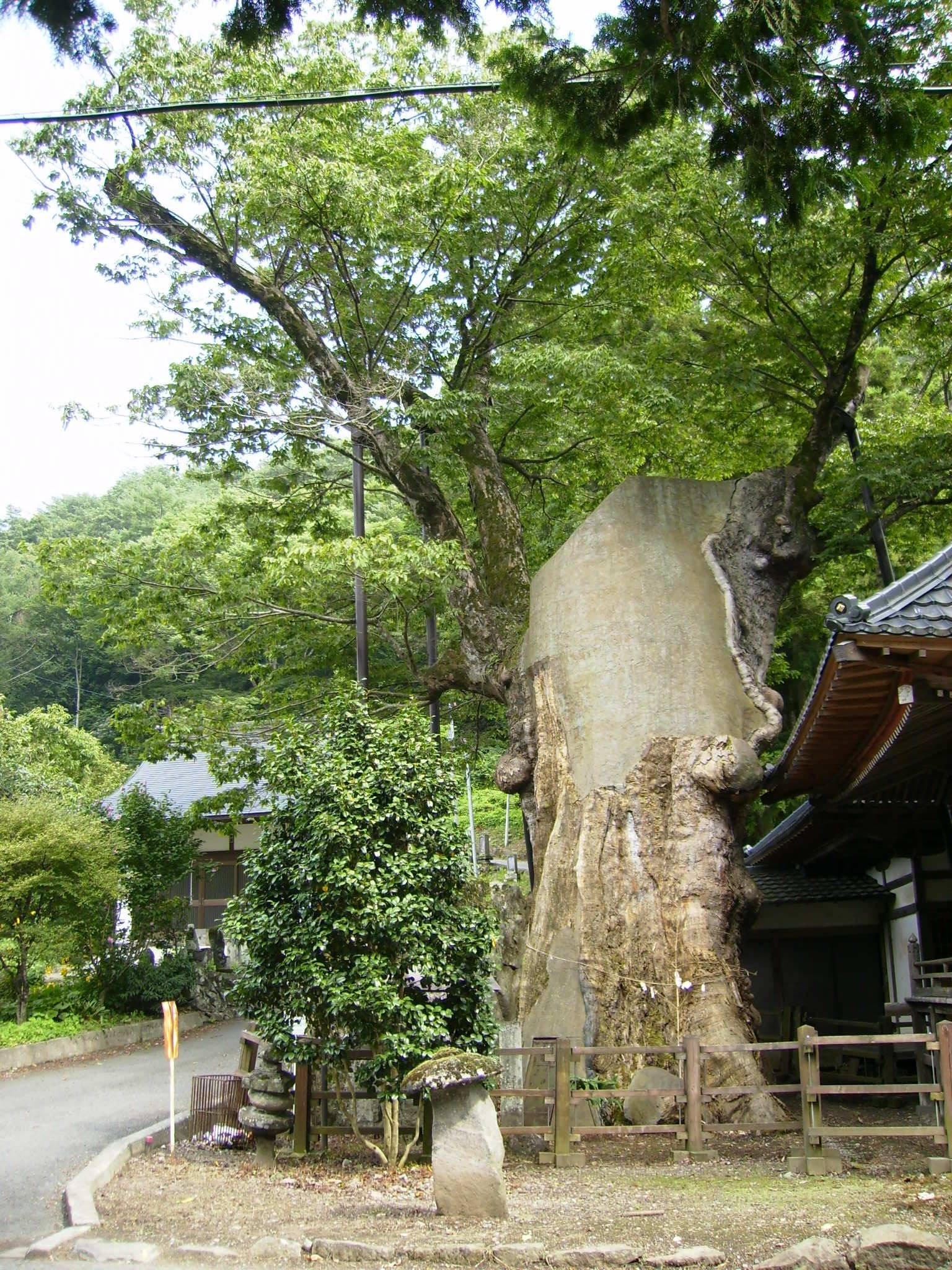
田木。畑木と同様の巨木である